# Operação Vampiro
A Operação Vampiro foi desencadeada pela Polícia Federal em várias unidades da Federação com o objetivo de desmantelar quadrilha que atuava em fraudes contra o Ministério da Saúde na compra de medicamentos  em sua maioria na área de hemoderivados.
Foram cumpridos 17 mandados de prisão e 42 ordens judiciais de busca e apreensão de documentos e computadores em quatro capitais: Brasília, Rio de Janeiro, São Paulo e Recife. De acordo com os primeiros levantamentos, a ação fraudulenta causou prejuízo de R$ 2,31 bilhões aos cofres públicos entre 1990 e 2004.
Lobistas eram informados previamente por servidores do Ministério da Saúde, acompanhavam as intenções de compra do Ministério, organizavam-se para apresentar propostas antes dos concorrentes ou manobravam para intervir no modelo da licitação e dos preços. Os lobistas recebiam pagamento dos laboratórios e, para justificar as despesas, emitiam notas de empresas de consultoria.
Saiba quem são os condenados. 